# Chillicothe (Texas)
Pour les articles homonymes, voir Chillicothe.
Chillicothe est une ville située au sud du comté de Hardeman, au Texas, aux États-Unis,. La population était de 707 habitants au recensement de 2010.

## Histoire
Chillicothe se trouve sur l'autoroute américaine 287, l'autoroute d'État 91, la route agricole 2006 et les voies ferrées reliant Fort Worth à Denver et Santa Fe, dans l'est du comté de Hardeman. Fondée au début des années 1880, elle s'est rapidement développée après la construction de la Fort Worth and Denver Railway en 1887. La communauté, nommée par A. E. Jones d'après sa ville natale dans le Missouri, s'est développée sur Wanderer's Creek près du siège du R2 Ranch de W. H. Worsham dans les années 1870. Le bureau de poste a été établi en 1883 avec Charles E. Jones comme maître de poste. Un incendie détruisit la ville en 1890, et les habitants reconstruisirent au sud de la voie ferrée plutôt qu'au nord.
Parmi les pionniers figurent Sam L. Crossley, qui devient le premier maire en 1903, J. J. Britt, J. A. Shires et W. L. Ledbetter. Des silos à blé sont construits en 1892-1893 et la ville est constituée en 1907 avec une population de 800 habitants. En 1908, la Kansas City, Mexico and Orient Railway a commencé à offrir un service ferroviaire supplémentaire. Chillicothe est appelé le « village des iris  » en raison des nombreux iris qui ornent la ville. La population était de 1 610 habitants en 1930 et n'a cessé de décliner depuis. Chillicothe possède un hôpital, une bibliothèque, un journal et d'autres entreprises.
L'hôpital de Chillicothe a officiellement fermé le 22 juillet 2019 après 70 ans de service.

## Géographie
Chillicothe est située dans l'est du comté de Hardeman à 34° 15′ 19″ Nord et 99° 30′ 44″ Ouest. L'U.S. Route 287 traverse le centre de la ville, menant au sud-est sur 26 km à Vernon et à l'ouest sur 21 km à Quanah, le chef-lieu du comté de Hardeman.
Selon le Bureau du recensement des États-Unis, la ville a une superficie totale de 2,6 km², entièrement terrestre. La Wanderers Creek passe à l'ouest de la ville et coule vers le nord en direction de la Rivière Rouge, à la frontière de l'Oklahoma.

## Démographie

### Recensement de 2020
| Ethnie                 | Nombre | Pourcentage |
| ---------------------- | ------ | ----------- |
| Blancs non-hispaniques | 300    | 54,64 %     |
| Afro-Américains        | 13     | 2,37 %      |
| Amérindiens            | 4      | 0,73 %      |
| Autres                 | 1      | 0,18 %      |
| Multiraciaux           | 23     | 4,19 %      |
| Hispaniques            | 208    | 37,89 %     |
| Total                  | 549    |             |

Lors du recensement des États-Unis de 2020, 549 personnes, 266 ménages et 214 familles résidaient dans la ville.

### Recensement de 2000
Lors du recensement de 2000, 798 personnes, 310 ménages et 212 familles résidaient dans la ville. La densité de population était de 305,1 hab./km². Il y avait 373 unités de logement à une densité moyenne de 142,6 hab./km²). La composition ethnique de la ville était la suivante : 87,47 % de Blancs, 5,64 % d'Afro-Américains, 1,38 % d'Amérindiens, 4,26 % d'autres ethnies 1,25 % de personnes appartenant à deux ethnies ou plus. Les Hispaniques et Latino-Américains de toute ethnie représentaient 10,90 % de la population.
Il y avait 310 ménages, dont 37,7 % avaient des enfants de moins de 18 ans vivant avec eux, 53,2 % étaient des couples mariés vivant ensemble, 13,5 % avaient une femme à la tête du ménage sans mari, et 31,6 % n'étaient pas des familles. 28,7 % des ménages étaient composés de personnes seules, et 18,1 % étaient composés d'une personne vivant seule et âgée de 65 ans ou plus. La taille moyenne des ménages était de 2,57 et celle des familles de 3,24.
Dans la ville, la répartition par âge était la suivante : 31,1 % de la population avait moins de 18 ans, 6,1 % entre 18 et 24 ans, 26,2 % entre 25 et 44 ans, 21,2 % entre 45 et 64 ans et 15,4 % 65 ans ou plus. L'âge médian était de 35 ans. Pour 100 femmes, il y avait 84,3 hommes. Pour 100 femmes âgées de 18 ans et plus, il y avait 75,7 hommes.
Le revenu médian d'un ménage dans la ville était de 25 625 $ et celui d'une famille de 31 250 $. Les hommes avaient un revenu médian de 26 645 $ contre 20 333 $ pour les femmes. Le revenu par habitant de la ville était de 12 450 $. Environ 17,0 % des familles et 16,7 % de la population se trouvaient sous le seuil de pauvreté, dont 18,7 % des moins de 18 ans et 13,5 % des personnes âgées de 65 ans ou plus.

## Éducation
La ville est desservie par le Chillicothe Independent School District et abrite la Chillicothe High School.

## Climat
Selon le système de classification climatique de Köppen, Chillicothe a un climat semi-aride, abrégé "BSk" sur les cartes climatiques.

### Source de la traduction
- (en) Cet article est partiellement ou en totalité issu de l’article de Wikipédia en anglais intitulé « Chillicothe, Texas » (voir la liste des auteurs).